# 医師国家試験予備試験
医師国家試験予備試験は、外国の医学校を卒業した者や外国で医師免許を取得した者が、日本で医師国家試験を受験するために必要な試験である。

## 試験内容
- 令和6年11月に医師国家試験予備試験の過去問題サイトが誕生した。受験を考えている者は重宝するだろう。 引用：医師国家試験予備試験過去問チャート[1]
- 第1部試験: 基礎医学
  - 試験科目: 解剖学（組織学を含む）、生理学、生化学、免疫学、薬理学、病理学、法医学、微生物学（寄生虫学を含む）、衛生学（公衆衛生学を含む）
  - 出題数: 各科目10問（計90問）
  - 合格基準: 54点/90点（絶対評価）
- 第2部試験: 臨床医学
  - 試験科目: 内科学、小児科学、精神科学、外科学、整形外科学、産科・婦人科学、皮膚科学、泌尿器科学、耳鼻咽喉科学、眼科学、放射線科学、救急医学（麻酔科学を含む）
  - 出題数: 内科学 20問、他の科目は10問ずつ（計130問）
  - 合格基準: 78点/130点（絶対評価）
  - 試験会場: 厚生労働省内
- 第2部試験: 実地試験（口頭試問）
  - 試験科目:内科学、外科学、産科・婦人科学、小児科学、救急医学
  - 形式:試験委員と1対1の口頭試問形式で身体診察は行わない。
  - 各科目（ステーション）の試験内容:
    - 内科: 問診→鑑別疾患→必要な検査→診断
    - 外科: 診断とその根拠、治療方針（消化器外科が多い）
    - 産婦人科: 鑑別疾患、必要な検査、診療情報提供書の作成
    - 小児科: 診断とその根拠、母親への説明を含む鑑別疾患
    - 救急科: 病態、必要な検査、治療順序

  - 合格基準: 10点/15点以上（0点科目がないこと）

### 試験の方法
1. 第1部試験に合格した者でなければ、第2部試験筆記試験を受けることができない。
2. 第2部試験筆記試験に合格した者でなければ、第2部試験実地試験を受けることができない。

### 合格率
（）
新型コロナウイルス感染症流行以降受験者数は増加傾向であり、R6年度は117名が第一部試験を受験し、23名が第一部試験に合格した。第一部試験から第二部実地試験までをストレートで合格できるのは約10％である。

### 日程
2025年度の試験日程を示す。毎年（ほぼ）同じ時期におこなわれる。
- 出願締切：5月22日
- 第1部試験：6月16日(月)
- 第2部試験：筆記試験9月25日(木)、実地試験11月5日(水）または6日(木)

### 第一部試験会場
- 令和元年度: 中央合同庁舎5号館 12階 専用第15会議室
- 令和3年度: TKP新橋カンファレンスセンターホール16D
- 令和5年度: ベルサール神保町A~D
- 令和6年度: ベルサール西新宿HALL
- 令和7年度: ベルサール西新宿HALL

## 実地修練
- 予備試験に合格した者は実地修練を日本の医療機関で1年以上行う。直近3年間で受け入れ実績がある病院を下記に示す。ほぼ全ての大学病院において教授などからの推薦書が必要である。「本学関係者のみ受け付ける」大学も多く存在する（例：東北大学病院、関西医科大学病院、琉球大学病院、聖マリアンナ医科大学病院、東京医科大学病院）ため、早めに実地修練先を見つけることが望ましい。
- 【2023年】 群馬大学医学部附属病院/日本医科大学附属病院/順天堂大学医学部附属順天堂医院/福岡大学病院/筑波大学附属病院/東京大学医学部附属病院/琉球大学病院/徳島大学病院/岐阜大学医学部附属病院/名古屋大学医学部附属病院
- 【2022年】 千葉大学医学部附属病院(→現在は募集停止)/順天堂大学医学部附属順天堂医院/筑波大学附属病院/名古屋大学医学部附属病院/群馬大学医学部附属病院/東京大学医学部附属病院/岡山大学病院/日本医科大学附属病院/三重大学医学部附属病院
- 【2021年】徳島大学病院/筑波大学附属病院/東北大学病院(→東北大学大学院在籍生限定)/順天堂大学医学部附属順天堂医院/

（）

## 予備試験に関する情報サイト
- 厚生労働省令和６年度医師国家試験予備試験の施行[5]
- 【合格者の声】予備試験を受験して[6]
  - ＜インタビュアー＞森 博威（順天堂大学医学部総合診療科学講座准教授）
  - ＜合格者＞中国：北京大学卒業　兼綱詩乃さん、翁陽一さん
- note合格体験記
  - 医師国家試験予備試験対策記[7]
  - 医師国家試験予備試験1部試験対策に使用した教材[8]
  - 【予備試験編】医師国家試験予備試験受験とその後[9]
- 医師国家試験予備試験対策 Premed.info[10]
- 医師国試個別指導塾 MediE〈メディエ〉【医者キャリ】中国の大学卒→予備試験受験→医師国家試験合格　Dr.中村[11]

## 医師国家試験予備試験の今後
医師国家試験予備試験については、平成30年に取りまとめられた「医師国家試験改善検討部会報告書」において、「現行の医師国家試験予備試験の代替として、共用試験CBTおよびPre-CC OSCEを課すことが妥当である」と結論づけられています。具体的な時期については厚生労働省医政局医事課試験免許室（医師予備担当）に確認してほしい。（電話番号03(5253)1111内線2573）